# ReliaQuest Bowl 2024 (janvier)
Match précédent Match suivant
Le ReliaQuest Bowl de janvier 2024 est un match de football américain de niveau universitaire joué après la saison régulière de 2023, le 1er janvier 2024 au Raymond James Stadium situé à Tampa dans l'État de Floride aux États-Unis.
Il s'agit de la 38e édition du ReliaQuest Bowl anciennement dénommé Hall of Fame Bowl (1986-1995) et Outback Bowl (1996-2022).
Le match met en présence l'équipe des Badgers du Wisconsin issue de la Big Ten Conference (B10) et l'équipe des Tigers de LSU issue de la Southeastern Conference (SEC).
Il débute vers 11 heures locales (18 heures en France) et est retransmis à la télévision par ESPN2.
Sponsorisé par la société ReliaQuest, le match est officiellement dénommé le 2024 ReliaQuest Bowl.
Louisiana State remporte le match sur le score de 35 à 31.

## Présentation du match
Il s'agit de la 5e rencontre entre les deux équipes :
| Saison | Date              | Vainqueur | Score   | Compétition      |
| ------ | ----------------- | --------- | ------- | ---------------- |
| 2016   | 3 septembre 2016  | Wisconsin | 16 - 14 | Saison régulière |
| 2014   | 30 août 2014      | LSU       | 28 - 24 | Saison régulière |
| 1972   | 30 septembre 1972 | LSU       | 27 - 07 | Saison régulière |
| 1971   | 25 septembre 1971 | LSU       | 38 - 28 | Saison régulière |

| Équipes                                                                                           | Couleurs | Conférences | Entraîneurs                    | Stats. saison rég. | Classements avant le bowl | Classements avant le bowl | Classements avant le bowl |
| ------------------------------------------------------------------------------------------------- | -------- | ----------- | ------------------------------ | ------------------ | ------------------------- | ------------------------- | ------------------------- |
| Équipes                                                                                           | Couleurs | Conférences | Entraîneurs                    | Stats. saison rég. | CFP                       | AP                        | Coaches                   |
| Badgers du Wisconsin                                                                              |          | B10         | Luke Fickell (en) (1re saison) | 7-5                | NC                        | NC                        | NC                        |
| Tigers de LSU                                                                                     |          | SEC         | Brian Kelly (2e saison)        | 9-3                | no 13                     | no 13                     | no 13                     |
| - Arbitre : Mark Duddy (Pac-12) - Équipe donnée favorite par les bookmakers : LSU par 10½ points. |          |             |                                |                    |                           |                           |                           |

### Badgers du Wisconsin
Avec un bilan global en saison régulière de 7 victoires et 5 défaites (5-4 en matchs de conférence), Wisconsin est éligible et accepte l'invitation pour participer au ReliaQuest Bowl 2024.
Ils terminent 3e de la Division West de la B10 derrière #17 Iowa et Northwestern.
À l'issue de la saison 2023 (bowl non compris), ils n'apparaissent pas dans les classements CFP, AP et Coaches.
Il s'agit de leur 6e participation au ReliaQuest Bowl (anciennement Hall of Fame Bowl et Outback Bowl) et le 35e bowl de leur histoire :
| Saisons | Dates            | Vainqueurs | Scores  | Finalistes | Bilan                       |
| ------- | ---------------- | ---------- | ------- | ---------- | --------------------------- |
| 1994    | 2 janvier 1995   | Wisconsin  | 34 - 20 | Duke       | V : 1-0 (Hall of Fame Bowl) |
| 1997    | 1er janvier 1998 | Georgia    | 33 - 06 | Wisconsin  | D : 1-1 (Outback Bowl)      |
| 2004    | 1er janvier 2005 | Tennessee  | 21 - 17 | Wisconsin  | D : 1-2 (Outback Bowl)      |
| 2007    | 1er janvier 2008 | Wisconsin  | 34 - 31 | Auburn     | V : 2-2 (Outback Bowl)      |
| 2014    | 1er janvier 2015 | Wisconsin  | 35 - 03 | Miami (Fl) | V : 3-2 (Outback Bowl)      |

| Logo     | Postes                    | Joueurs                                          | Statistiques                                                     |
| -------- | ------------------------- | ------------------------------------------------ | ---------------------------------------------------------------- |
|          | Quarterback               | Tanner Mordecai                                  | 177/274 passes réussies pour 1 687 yards, 6 TDs, 4 interceptions |
| Coureur  | Braelon Allen             | 181 courses pour 984 yards nets gagnés et 12 TDs |                                                                  |
| Receveur | Will Pauling              | 66 réceptions pour 694 yards et 4 TDs            |                                                                  |
| Effectif | Roster 2023 des Wisconsin | Roster 2023 des Wisconsin                        |                                                                  |

### Tigers de LSU
Avec un bilan global en saison régulière de 9 victoires et 3 défaites (6-2 en matchs de conférence), LSU est éligible et accepte l'invitation pour participer au ReliaQuest Bowl 2024.
Ils terminent 3e de la Division West de la SEC derrière #4 Alabama et #11 Ole Miss.
À l'issue de la saison 2023 (bowl non compris), ils sont désignés no 13 aux classements CFP, AP et Coache's.
Il s'agit de leur 3e participation au ReliaQuest Bowl (anciennement Hall of Fame Bowl et Outback Bowl) et le 55e bowl de leur histoire :
| Saisons | Dates            | Vainqueurs | Scores  | Finalistes | Bilan                       |
| ------- | ---------------- | ---------- | ------- | ---------- | --------------------------- |
| 1988    | 2 janvier 1989   | Syracuse   | 23 - 10 | LSU        | D : 0-1 (Hall of Fame Bowl) |
| 2013~   | 1er janvier 2014 | LSU        | 21 - 14 | Iowa       | V : 1-1 (Outback Bowl)      |

Note : ~ La victoire lors de l'Outback Bowl 2014 a été annulée à la suite de sanctions encourues à la suite de violation des lois de la NCAA
| Logo     | Postes                 | Joueurs                                            | Statistiques                                                      |
| -------- | ---------------------- | -------------------------------------------------- | ----------------------------------------------------------------- |
|          | Quarterback            | Jayden Daniels                                     | 236/327 passes réussies pour 3 812 yards, 40 TDs, 4 interceptions |
| Coureur  | Jayden Daniels         | 135 courses pour 1 134 yards nets gagnés et 10 TDs |                                                                   |
| Receveur | Malik Nabers           | 86 réceptions pour 1 546 yards et 14 TDs           |                                                                   |
| Effectif | Roster 2023 des Tigers | Roster 2023 des Tigers                             |                                                                   |